# پارک ملی تیمانفایا
پارک ملی تیمانفایا (به اسپانیایی: Parque nacional de Timanfaya) یک منطقهٔ مسکونی در اسپانیا است که در جزایر قناری واقع شده‌است.